# Preludes (comédie musicale)
Preludes est une  comédie musicale fantaisie se déroulant dans l'esprit du compositeur russo-américain Sergueï Rachmaninov, écrite et composée par Dave Malloy. La musique est une combinaison de compositions de Rachmaninoff, de Malloy, de mélanges des deux, ainsi que de musique et paroles d'autres compositions associées.

## Synopsis
Après la réception désastreuse de sa première symphonie, le jeune Rachmaninov souffre du syndrome de la page blanche. Il commence à consulter un hypno-thérapeute pour des séances journalières, dans le but de guérir sa dépression et de continuer à composer.

## Numéros musicaux
Musique et paroles de Dave Malloy, sauf indication contraire.
| Acte I | Acte II |
| ------ | --- |
| 1. "Your Day" — Rach inspiré de Concerto pour piano no. 2 en do mineur de Rachmaninov, op. 18, 1er Mouvement, phrase d'ouverture, et Invention no. 9 en fa mineur de Bach, BWV 780 2. "Lilacs" — Rach, Natalya inspiré de "Les Lilas" de Douze Romances, op. 21, no. 5 3. Prélude en si bémol majeur, op. 23, no. 2 †§ 4. "Ho-Ho" — Chaliapin, Chekhov 5. "Blocked" † 6. "Vocalise," de 14 Romances, op. 34, no. 14 — Natalya § arrangement par Dave Malloy 7. Étude-tableau en si bémol mineur, op. 39, no. 4 †§ 8. "Subway" — Rach 9. Prélude en sol dièse mineur, op. 32 no. 12 § 10. Prélude en sol mineur, op. 23, no. 5 †§ 11. "Trepak" de Chants et danses de la mort, musique par Modeste Moussorgski et paroles par Arseny Golenishchev-Kutuzov † 12. Concerto pour piano no. 2 en do mineur, op. 18, 1er movement, 1er thème †§ 13. Moment musical en si bémol mineur, op. 16, no. 1 de Moments musicaux †§ 14. "Tchaikovsky's Child's Song" — Tchaikovsky, Rach 15. "Natalya" — Natalya utilisant Concerto pour piano no. 2 en do mineur, op. 18, 2ème mouvement et Sonate pour violoncelle et piano, op. 19, 2ème mouvement       | 16. "Loop" — Chaliapin utilisant Rhapsodie sur un thème de Paganini, op. 43 et Concerto pour piano no. 3 en ré mineur, op. 30 17. "Not Alone" — Rach, Natalya § adapté de Moment Musical en ré bémol majeur, op. 16, no. 5 18. "The Prelude" — Rach § Prélude en do dièse mineur, op. 3, no. 2 texte de Dave Malloy 19. "Fate" (Le destin) de Douze Romances, op. 21, no. 1 †§ inspiré de Symphonie no. 5, op. 67 de Beethoven paroles de Aleksy Apukthin 20. "The First Symphony" — Rach, Chaliapin, Natalya, Glazunov, Dahl inspiré de Symphonie no. 1 de Rachmaninov 21. Symphonie no. 6 en fa majeur, op. 68, 2ème mouvement de Beethoven † arrangement pour quatre mains au piano par Selmar Bagge 22. "Blagoslovi, dushe moya, Gospoda" de Vêpres, op. 37, no. 2 — Compagnie § arrangement par Dave Malloy 23. "Hypnosis" — Dahl inspiré par Prélude en si mineur, op. 23, no. 5, 2ème thème de Rachmaninov 24. "Mountains" — Rachmaninov inspiré par "J'étais avec elle" de Douze Romances, op. 14, no. 4 25. Concerto pour piano no. 2 en do mineur, op. 18, 1er mouvement, 2ème thème § |

† Non inclus dans l'album avec le casting original§ Musique de Serge Rachmaninov

## Rôles principaux et distribution
| Personnage                                                                   | Off Broadway (2015) | Off West End (2019) |
| ---------------------------------------------------------------------------- | ------------------- | ------------------- |
| Rach                                                                         | Gabriel Ebert       | Keith Ramsay        |
| Rachmaninoff                                                                 | Ou Matias           | Tom Noyes           |
| Dahl                                                                         | Eisa Davis          | Rébecca Caine       |
| Natalya                                                                      | Nikki M. James      | Georgia Louise      |
| Chaliapine                                                                   | Joseph Keckler      | Norton James        |
| Chekhov / Tchaikovskiy / Tolstoïy / Glazonov / Tsar Nicholas II / The Master | Chris Sarandon      | Steven Serlin       |

## Productions
La pièce a été jouée pour la première fois Off-Broadway en juin 2015 au Lincoln Center Theater 3. L'équipe de production était composée de Rachel Chavkin comme metteuse en scène, Or Matias à la direction musical, Bradley King à la conception lumière, Mimi Lien à la scénographie et Paloma Young aux costumes, qui avaient tous déjà collaboré avec Malloy sur Natasha, Pierre & The Great Comet of 1812.
En janvier 2017, le spectacle a été joué pour la première fois en Europe et en langue allemande au Landestheater Linz, en Autriche. La mise en scène était assuré par Johannes von Matuschka et la direction musicale par Billy Christopher Maupin.
En 2018, Preludes a été joué au Firehouse Theatre de Richmond, en Virginie, du 23 mai au 30 juin. La mise en scène était assurée par Billy Christopher Maupin et la direction musicale par Susan Randolph Braden. L'équipe de production comprenait également Emily Dandridge comme chorégraphe, Tennessee Dixon à la scénographie et images, Christian DeAngelis à la conception lumière, Leslie Cook-Day aux costumes et Ryan Dygert à la conception son.
Preludes a été joué pour la première fois Off West End au Southwark Playhouse le 6 septembre 2019, dans une représentation limitée jusqu'au 12 octobre. L'équipe créative était dirigée par Alex Sutton à la mise en scène et Jordan Li-Smith à la direction musicale, ainsi que Christopher Nairne à la conception lumière, Rebecca Brower aux costumes, Andrew Johnson à la conception son, Ste Clough en tant que chorégraphe et Daisy On en tant que régisseuse. Cette production réapparut sous forme de concert mis en scène pour trois représentations, diffusés en direct par le Southwark Playhouse en raison de la pandémie de COVID-19 les 8 et 9 mai 2021.

## Réception critique
L'œuvre a été bien reçue par la presse new-yorkaise; Ben Brantley a écrit dans le New York Times : « Le syndrome de la page blanche se trouve être beaucoup plus inspirant que vous n'auriez pu l'imaginer—et triste, et émouvant, et glorieusement divertissant. Dans Preludes, Dave Malloy compose de belles musiques à partir des trois années de silence créatif d'un compositeur. ... la meilleure comédie musicale sur les agonies de l'art depuis que Georges Seurat tenait son pinceau d'une main tremblante dans Sunday in the Park with George de Stephen Sondheim et James Lapine. M. Malloy ... incorpore des styles de musique extrêmement variés – classique, folk, électro-pop – dans une oeuvre qui existe résolument au-delà des définitions du postmodernisme. Il est cet artiste rare, un sentimental intelligent dont la conscience de ses sentiments ne les dilue en rien ... Avec Fun Home et l'envolée Hamilton, destinée à Broadway, ce formidable spectacle prouve que la comédie musicale américaine est non seulement toujours en vie, mais qu'elle continue de se développer de manière luxuriante vers des horizons nouveaux ».
La production londonienne a reçu des critiques tout aussi élogieuses, Time Out et WhatsOnStage lui ayant donné 4 étoiles,, et d'autres critiques lui ont également attribué 5 étoiles.

## Prix et nominations

### Production Off-Broadway
| Année | Prix                         | Catégorie                                         | Candidat                      | Résultat   |
| ----- | ---------------------------- | ------------------------------------------------- | ----------------------------- | ---------- |
| 2016  | Lucille Lortel Award         | Meilleur rôle principal dans une comédie musicale | Gabriel Ebert                 | Nomination |
| 2016  | Lucille Lortel Award         | Meilleur acteur dans une comédie musicale         | Ou Matias                     | Nomination |
| 2016  | Lucille Lortel Award         | Meilleur acteur dans une comédie musicale         | Chris Sarandon                | Nomination |
| 2016  | Lucille Lortel Award         | Meilleure actrice dans une comédie musicale       | Eisa Davis                    | Nomination |
| 2016  | Off-Broadway Alliance Awards | Meilleur expérience théâtrale                     | Meilleur expérience théâtrale | Nomination |

### Production de Richmond
| Année | Prix                                  | Catégorie                                           | Candidat                  | Résultat   |
| ----- | ------------------------------------- | --------------------------------------------------- | ------------------------- | ---------- |
| 2018  | Richmond Theatre Critics Circle Award | Meilleure comédie musicale                          | Préludes                  | Nomination |
| 2018  | Richmond Theatre Critics Circle Award | Meilleur metteur en scène pour une comédie musicale | Billy Christopher Maupin  | Lauréat    |
| 2018  | Richmond Theatre Critics Circle Award | Meilleure direction musicale                        | Susan Braden              | Lauréat    |
| 2018  | Richmond Theatre Critics Circle Award | Meilleure chorégraphie                              | Emily Berg-Boff Dandridge | Nomination |
| 2018  | Richmond Theatre Critics Circle Award | Meilleur acteur dans une comédie musicale           | PJ Freebourn              | Lauréat    |
| 2018  | Richmond Theatre Critics Circle Award | Meilleur second rôle dans une comédie musicale      | Travis West               | Nomination |
| 2018  | Richmond Theatre Critics Circle Award | Meilleur second rôle dans une comédie musicale      | Levi Meerovitch           | Lauréat    |
| 2018  | Richmond Theatre Critics Circle Award | Meilleure conception sonore - Comédie musicale      | Ryan Dygert               | Nomination |
| 2018  | Richmond Theatre Critics Circle Award | Meilleure scénographie - Comédie musicale           | Tennessee Dixon           | Nomination |
| 2018  | Richmond Theatre Critics Circle Award | Meilleurs costumes – Comédie musicale               | Leslie Cook-Day           | Nomination |
| 2018  | Richmond Theatre Critics Circle Award | Meilleure conception lumière - Comédie musicale     | Christian Detres          | Nomination |
| 2018  | Richmond Theatre Critics Circle Award | Meilleur ensemble                                   | Compagnie                 | Nomination |

## Enregistrements
Un album de la production originale au Lincoln Center est sorti le 19 janvier 2016 chez Ghostlight Records.